# عمالقة البحار (فلم)
يقوم العدوان الثلاثي على مصر، وفي الإسكندرية يتولى الضابط جلال دسوقي تدريب مجموعة من الجنود والضباط على وحدة قاذفات الطوربيدات الصغيرة، ومن بين هؤلاء الطالب السوري جول جمال، يقوم الطلاب العسكريين برحلة إلى سوريا، وفي اللاذقية يلتقون بخطيبة جول جمال ويبدو مدى الحب الذي يربط بينهما، عندما يقوم العدوان الثلاثي يصدر الأمر لجول جمال لقيادة قاذفة طوربيد ومعه زملاء آخرين من بينهم ياقوت وبيومي، بينما يوكل لجلال دسوقي مهمة استطلاع موقع القوات المعادية، تتم المهمة بنجاح لكن عند العودة إلى الوحدة البحرية يحدث اشتباك بين الرجال وبحرية العدو يسقط الضحايا ويموت جول جمال وجلال دسوقي، ويتم تدمير وحدات الأعداء. بينما تهاجم القوات الجوية المصرية وتحقق نصرًا ملحوظًا.

## الممثلون
| - أحمد مظهر: جلال دسوقي - عادل جمال: جول جمال - عبد المنعم إبراهيم:بيومي - يوسف فخر الدين:ياقوت - نادية لطفي | - أمينة شريف - محمد مصطفى سامي - نظيم شعراوي - كمال صالح | - كوثر رمزي: أمينة بنت عم عبده - ناهد سمير:زوجة عم عبده - عباس عبد ربه - عبد الرحمن أبو زهرة |

## فريق العمل
| - التأليف: - كمال الديدي (قصة) - عبد الله أبو رواش (قصة) - السيد بدير (سيناريو وحوار) - محمد مصطفى سامي (سيناريو وحوار) - الإخراج: - السيد بدير (مخرج) - أحمد السبعاوي (مخرج مساعد) - السعيد مصطفى (مخرج مساعد) | - تصوير: - محمد عبد العظيم (مدير التصوير) - علي حسن (مدير التصوير) - ماكياج: - أحمد دسوقي (ماكياج) - إنتاج: - افلام الاتحاد (الإنتاج والتوزيع) - كامل مدكور (مدير الإنتاج) | - صوت: - كريكور (مهندس الصوت) - مونتاج: - البير نجيب (مونتاج) - فوتوغرافيا: - فتحي عزت (مصور فوتوغرافي) | - ديكور: - عبد المنعم علي (تنسيق المناظر) - عبد الحميد السخاوي (تنفيذ المناظر) - عباس حلمي (مهندس المناظر) - معامل أبو الهول (استوديو التصوير) - ستوديونحاس (استوديو التصوير) | - معمل: - ستوديو نحاس (الطبع والتحميض) - معامل أبو الهول (الطبع والتحميض) |

## وصلات خارجية
- مقالات تستعمل روابط فنية بلا صلة مع ويكي بيانات
- عمالقة البحار في قاعدة بيانات الأفلام العربية